# Зінівська сільська рада
Зі́нівська сільська́ ра́да — колишній орган місцевого самоврядування в Путивльському районі Сумської області. Адміністративний центр — село Зінове.

## Загальні відомості
- Населення ради: 686 осіб (станом на 2001 рік)

## Населені пункти
Сільській раді були підпорядковані населені пункти:
- с. Зінове
- с. Білогалиця
- с. Курдюмове
- с. Латишівка
- с. Пересипки
- с. Пішкове
- с. Сонцеве
- с. Харівка
- с. Щекине

### Колишні населені пункти
- с. Понизівка, зняте з обліку 2007 року

## Склад ради
Рада складалася з 14 депутатів та голови.
- Голова ради: Лисенко Олександр Дмитрович
- Секретар ради: Хмара Ольга Миколаївна

### Керівний склад попередніх скликань
| Прізвище, ім'я, по батькові | Основні відомості                                                         | Дата обрання | Дата звільнення |
| --------------------------- | ------------------------------------------------------------------------- | ------------ | --------------- |
| Лисенко Олександр Дмитрович | Сільський голова, 1957 року народження, освіта вища, член Народної партії | 26.03.2006   | 31.10.2010      |
| Лисенко Олександр Дмитрович | Сільський голова, 1957 року народження, освіта вища, член Партії регіонів | 31.10.2010   |                 |

Примітка: таблиця складена за даними сайту Верховної Ради України